# La Familia (rapgroep)
La Familia (ook wel bekend als Sișu & Puya) is een Roemeense rapgroep uit Boekarest. La Familia ontstond in 1995, waarmee het een van de eerste hiphop-groepen was van het post-communistische Roemenië. Ze bereikten nationale bekendheid met hun eigen stijl van gangsta rap.

## Discografie
- 1997 - Băieți de Cartier (LP) (Homeboys)
- 1998 - Nicăieri nu-i ca acasă (LP) (Geen plaats als thuis)
- 1999 - Dumnezeu e băiat de cartier, oare? (EP) (God is een homeboy (is hij?))
- 1999 - Bine ai venit în paradis (LP) (Welkom in het paradijs)
- 2000 - Ca la noi (EP) (Zoals bij ons)
- 2000 - Sișu - Strada mea (Solo LP) (Mijn straat)
- 2001 - Familiarizează-te (LP) (Maak jezelf vertrouwd)
- 2002 - Puya - Până la capăt (Solo LP - Onofficieel) (Tot aan het eind)
- 2003 - Zi de zi (Maxi Single) (Dag na dag)
- 2003 - Punct și de la capăt (LP)
- 2003 - Viață Bună (Maxi Single) (Goed leven)
- 2004 - Foame de bani (LP) (Geldhonger)
- 2005 - Pune-i la pământ (Maxi-Single) (Sla ze op de grond)
- 2006 - O mare familie (LP) (Een grote familie)
- 2007 - De zece ani tot în familie (LP) (Al 10 jaar nog steeds in de familie)
- 2008 - Puya - Muzica de tolanela & depravare